# Xã Virginia, Quận Union, Nam Dakota
Xã Virginia (tiếng Anh: Virginia Township) là một xã thuộc quận Union, tiểu bang Nam Dakota, Hoa Kỳ. Năm 2010, dân số của xã này là 240 người.